# Роджерс, Сэм
Сэмьюел Джарард Роджерс (англ. Samual Jarard Rogers; 17 мая 1999, Сиэтл) — американский футболист, центральный защитник клуба «Лиллестрём» и сборной США.

## Карьера

### Клубная карьера
Роджерс — воспитанник академии футбольного клуба «Сиэтл Саундерс». 23 февраля 2017 года было объявлено, что он подписал письмо о намерении играть в футбол в Университете Вилланова. 26 марта дебютировал за «Сиэтл Саундерс 2» в матче стартового тура сезона ЮСЛ 2017 против «Сакраменто Рипаблик». 25 апреля в матче против «Сан-Антонио» забил свой первый гол за «Сиэтл Саундерс 2». 13 июня Роджерс подписал свой первый профессиональный контракт с «Саундерс 2», и в тот же день был взят в краткосрочную аренду первой командой «Саундерс» на матч четвёртого раунда Открытого кубка США 2017 против «Портленд Тимберс», а 28 июня был арендован на матч пятого раунда кубка против «Сан-Хосе Эртквейкс». 22 ноября 2019 года «Такома Дифайенс», бывший «Сиэтл Саундерс 2», продлил контракт с Роджерсом согласно опции. По окончании сезона 2020 срок контракта Роджерса с «Такома Дифайенс» истёк.
20 апреля 2021 года Роджерс подписал контракт с клубом Чемпионшипа ЮСЛ «ОКС Энерджи». Дебютировал за «Энерджи» 1 мая в матче против «Атланты Юнайтед 2», выйдя на замену в конце второго тайма вместо Джонатана Брауна.
8 августа 2021 года Роджерс отправился в аренду в клуб Первого дивизиона Норвегии «Хам-Кам» до конца сезона. Дебютировал за «Хам-Кам» 18 августа в матче против «Ерва». 24 октября в матче против «Ранхейма» забил свой первый гол за «Хам-Кам». 1 января 2022 года Роджерс подписал с «Хам-Камом», вышедшим в высший дивизион, трёхлетний контракт до конца сезона 2024.
10 февраля 2022 года Роджерс вслед за бывшим тренером «Хам-Кама» Хьетилем Рекдалем перешёл в «Русенборг», подписав с клубом контракт сроком до конца сезона 2025. Пропустив первые четыре матча сезона 2022 из-за мышечной травмы, за «Русенборг» дебютировал 8 мая в матче против «Стрёмсгодсета», заменив в первом тайме Ренцо Джампаоли, получившего травму. 22 мая в матче против своего прежнего клуба «Хам-Кам» забил свой первый гол за «Русенборг». 10 июля в матче против «Ерва» оформил хет-трик.
31 августа 2023 года подписал контракт с клубом «Лиллестрём» до 2026 года. 3 сентября дебютировал в матче против «Олесунн».

### Международная карьера
Роджерс был включён в состав сборной США до 20 лет на молодёжный чемпионат КОНКАКАФ 2018.
В июне 2019 года участвовал в тренировочном лагере сборной США до 23 лет.
18 января 2023 года Роджерс был вызван в ежегодный январский тренировочный лагерь сборной США, завершавшийся товарищескими матчами со сборными Сербии и Колумбии. 25 января в матче с сербами остался в запасе. 28 января в матче с колумбийцами, выйдя на замену во втором тайме вместо Эрона Лонга, дебютировал за звёздно-полосатую дружину.

## Достижения
Командные
 сборная США до 20 лет
- Чемпион КОНКАКАФ среди молодёжных команд: 2018

## Статистика выступлений

### Клубная статистика
| Выступление      | Выступление      | Выступление      | Лига | Лига | Кубок | Кубок | Итого | Итого |
| Клуб             | Лига             | Сезон            | Игры | Голы | Игры  | Голы  | Игры  | Голы  |
| ---------------- | ---------------- | ---------------- | ---- | ---- | ----- | ----- | ----- | ----- |
| Такома Дифайенс  | USLC             | 2017             | 25   | 2    | —     | —     | 25    | 2     |
| Такома Дифайенс  | USLC             | 2018             | 11   | 0    | —     | —     | 11    | 0     |
| Такома Дифайенс  | USLC             | 2019             | 20   | 0    | —     | —     | 20    | 0     |
| Такома Дифайенс  | USLC             | 2020             | 8    | 1    | —     | —     | 8     | 1     |
| Такома Дифайенс  | Итого            | Итого            | 64   | 3    | —     | —     | 64    | 3     |
| → Сиэтл Саундерс | MLS              | 2017             | —    | —    | 2     | 0     | 2     | 0     |
| ОКС Энерджи      | USLC             | 2021             | 12   | 0    | —     | —     | 12    | 0     |
| → Хам-Кам        | ОБОС-лига        | 2021             | 17   | 1    | 1     | 0     | 18    | 1     |
| Русенборг        | Элитсерия        | 2022             | 23   | 6    | 2     | 0     | 25    | 6     |
| Русенборг        | Элитсерия        | 2023             | 15   | 0    | —     | —     | 15    | 0     |
| Русенборг        | Итого            | Итого            | 38   | 6    | 2     | 0     | 40    | 6     |
| Лиллестрём       | Элитсерия        | 2023             | 4    | 0    | —     | —     | 4     | 0     |
| Лиллестрём       | Итого            | Итого            | 4    | 0    | —     | —     | 4     | 0     |
| Всего за карьеру | Всего за карьеру | Всего за карьеру | 135  | 10   | 5     | 0     | 140   | 10    |

Источники: Transfermarkt, Soccerway, Footballdatabase.eu.

### Международная статистика
| Команда | Год   | Игры | Голы |
| ------- | ----- | ---- | ---- |
| США     |       |      |      |
| 2023    | 1     | 0    |      |
| Всего   | Всего | 1    | 0    |

Источник: National Football Teams.